# اچ‌دی ۸۵۷۴
اچ‌دی ۸۵۷۴ یک ستاره است که در صورت فلکی ماهی قرار دارد.